# Stopići
Stopići (cyr. Стопићи) – wieś w Bośni i Hercegowinie, w Republice Serbskiej, w gminie Čajniče. W 2013 roku liczyła 3 mieszkańców.